# Naresha Malla
Naresha Malla (népalais : नरेश मल्ल) (mort en 1644), parfois appelé Naresh ou Narindra, était membre de la dynastie des Malla, il est roi de Bhaktapur, au Népal, de 1637 to 1644. Son fils Jagat Prakasha Malla lui succède en 1644.
Durant son règne relativement court, de sept ans - quoique certains auteurs lui prêtent un règne plus long, jusqu'à 21 ans - Naresha a entrepris des travaux de rénovation au sein du Taleju temple de Bhaktapur en 1637.